# Etrema lata
Etrema lata é uma espécie de gastrópode do gênero Etrema, pertencente à família Clathurellidae.